# Fritz von Richter
Hermann Erich Fritz von Richter (* 26. April 1879 in Weißenfels; † 25. April 1917 in Blankenburg (Thüringen)) war ein deutscher Verwaltungsbeamter.

## Leben
Geboren als Sohn des Landrats Adolph von Richter, studierte Fritz von Richter Rechtswissenschaften an der Ruprecht-Karls-Universität Heidelberg und der Friedrich-Wilhelms-Universität Berlin. 1899 wurde er wie sein Vater Mitglied des Corps Vandalia Heidelberg. Nach dem Studium trat er in den preußischen Staatsdienst ein. Von 1906 bis 1907 legte er das Regierungsassessor-Examen bei der Regierung in Bromberg ab. Zunächst Regierungsassessor bei der Polizeidirektion in Berlin-Schöneberg, war er in der Nachfolge seines Vaters von 1908 bis zu seinem Tod 1917 Landrat des Landkreises Weißenfels.